# Sport-Express
Sport-Express (Russisch: Спорт-Экспресс) is een in augustus 1991 opgericht Russisch sporttijdschrift. De nadruk wordt vooral gelegd op voetbal en ijshockey. Met een oplage van 700.000 exemplaren hoort het blad tot grootste tijdschriften van Rusland.
Sport-Express wordt gedrukt in 29 plaatsen. In Rusland, maar ook in Letland, Wit-Rusland, Kazachstan en Oekraïne. Bovendien bestaat er een gelijknamig dochtertijdschrift in New York, die slechts één keer per week verschijnt. Ook kan het blad als gratis e-mail worden aangevraagd.
Sport-Express is lid van de European Sports Magazines. Het blad stelt aan het einde van elk seizoen in de Premjer-Liga, de hoogste voetbaldivisie in Rusland, een team van de beste elf spelers van het seizoen samen.